# President d'Angola
El President d'Angola és alhora cap d'Estat i cap de govern a Angola. Segons la constitució d'Angola aprovada el 2010, el càrrec de primer ministre se suprimeix; l'autoritat executiva pertany al president, qui també té un grau de facultats legislatives, ja que pot governar per decret.

Estendard del President d'Angola

La posició del president data de la independència d'Angola de Portugal el 1975. Agostinho Neto ocupà el càrrec quan el Moviment Popular per a l'Alliberament d'Angola (MPLA) va obtenir el control del país. Quan Neto va morir el 1979, José Eduardo dos Santos el va succeir.
Sota la direcció de Dos Santos, Angola es va convertir en un estat multipartidista, encara que controlat per Dos Santos. A les últimes eleccions presidencials, celebrades el 1992, Dos Santos fou reelegit amb el 49% dels vots. L'oponent de Dos Santos, Jonas Savimbi de la Unió Nacional per a la Independència Total d'Angola (UNITA) partit, va afirmar que les eleccions van ser fraudulentes.
Se suposa que el càrrec de president ha de ser limitat a dos mandats de cinc anys, però només Dos Santos ha ocupat el càrrec.
El gener de 2010 l'Assemblea Nacional va aprovar una nova Constitució, segons la qual el líder del partit amb més escons a l'Assemblea es convertiria en president, en comptes de ser elegit mitjançant unes eleccions lliures. La nova constitució també limita el mandat presidencial a dos termes, tot i que no compten els termes servits fins a la data, se suprimeix el càrrec de primer ministre i s'introdueix en comptes el càrrec de vicepresident.

## Llista de Presidents
Partits polítics
- Moviment Popular per a l'Alliberament d'Angola (MPLA)

Símbols
- †  Mort en el càrrec

| №                          | Retrat                     | Nom (Birth–Death)                   | Termini                    | Termini                    | Partit polític             |
| República Popular d'Angola | República Popular d'Angola | República Popular d'Angola          | República Popular d'Angola | República Popular d'Angola | República Popular d'Angola |
| -------------------------- | -------------------------- | ----------------------------------- | -------------------------- | -------------------------- | -------------------------- |
| 1                          |                            | Agostinho Neto (1922–1979)          | 11 de novembre de 1975     | 10 de setembre de 1979[†]  | MPLA                       |
| −                          |                            | Lúcio Lara (1929–2016)              | 11 de setembre de 1979     | 20 de setembre de 1979     | MPLA                       |
| 2                          |                            | José Eduardo dos Santos (1942–2022) | 21 de setembre de 1979     | 27 d'agost de 1992         | MPLA                       |
| República d'Angola         |                            |                                     |                            |                            |                            |
| (2)                        |                            | José Eduardo dos Santos (1942–2022) | 27 d'agost de 1992         | 26 de setembre de 2017     | MPLA                       |
| 3                          |                            | João Lourenço (1954–)               | 26 de setembre 2017        | Elegit                     | MPLA                       |